# Charles Cornelisz. de Hooch
Charles Cornelisz. de Hooch (Haarlem, circa 1600 - Utrecht, 1638) fou un pintor barroc neerlandès, de l'Edat d'Or neerlandesa.

## Biografia
Segons Arnold Houbraken se'l va inscriure com a pintor de ruïnes, juntament amb Pieter de Molyn, Jacob Pynas i Salomon de Bray, amb el nom de Karel de Hooge, nascut el 1597.
D'acord amb RKD el seu lloc de naixement és incert, però va aprendre pintura de paisatge a Haarlem entre 1624-1628. Va pintar paisatges italianitzants a la manera de Bartholomeus Breenbergh. L'any 1633 es va convertir en membre del gremi de Sant Lluc de la ciutat d'Utrecht. Va ser possiblement germà de Dirck Cornelis de Hooch.
- Paisatge
- Cova amb nimfes
- Paisatge amb Emaús Rijksmuseum.